# Burn, North Yorkshire
Burn är en ort och civil parish i Storbritannien.   Den ligger i grevskapet North Yorkshire och riksdelen England, i den centrala delen av landet, 260 km norr om huvudstaden London.